# Овчинников, Григорий Семёнович
Григо́рий Семёнович Овчи́нников (18 апреля 1898, Осиновка, Уфимская губерния — 25 июля 1943, Крымский район, Краснодарский край) — красноармеец 81-й Краснознамённой отдельной морской стрелковой бригады 18-й армии Северо-Кавказского фронта, Герой Советского Союза. Участник Первой мировой войны, Гражданской войны.

## Биография
Григорий Семёнович Овчинников родился 18 апреля 1898 года в селе Осиновка (ныне — Бирского района Башкирии) в крестьянской семье.
Русский. Член ВКП(б) с 1926 года. В 1912 году Григорий Овчинников закончил 3-классное приходское училище. С 1913 года по 1915 год работал в кустарной мастерской подручным слесаря, затем подручным полировщика на Златоустовском металлургическом заводе. С августа 1915 до марта 1917 года он служил в царской армии.
Овчинников Григорий Семёнович — участник 1-й мировой войны. Рядовой. Служил в 6-м пехотном Либавском полку. В январе 1917 года заболел возвратным тифом и был направлен в лазарет города Бендеры Бессарабской губернии. Воевал на Румынском фронте. В конце мая 1917 года возвратился в Россию. В 1918 году Г.С. Овчинников в городе Белебее (Башкирия) вступил в отряд Красной гвардии, служил в Уфимском полку. В период Гражданской войны воевал в составе 27-й стрелковой дивизии. Был начальником конной разведки, командиром взвода.
После демобилизации в 1923 году Григорий Семёнович приехал в город Сталинград (ныне Волгоград). В Сталинграде он в разные годы работал кассиром, инкассатором, заведующим зернофypaжногo лабаза, прокурором района.
В 1932—1933 годах учился в рабочем университете Сталинградского тракторного завода. С 1939 года работал в заготконторе Волжского объединённого речного пароходства.
В Красную Армию призван в ноябре 1941 года Сталинградским горвоенкоматом. После окончания курсов санинструкторов Г. С. Овчинников был направлен в военный госпиталь в город Ростов-на-Дону. Затем в феврале 1942 года был переведен в формируемую 81-ю бригаду морской пехоты, в составе которой он принимал участие в военных операциях на Новороссийском направлении.
Красноармеец Г. С. Овчинников отличился 25 июля 1943 года в бою за высоту с отметкой «352.1», расположенную северо-восточнее города Новороссийска Краснодарского края. Погиб 25 июля 1943 года. Похоронен на высоте «352.1» (Крымский район, станица Неберджаевская).

## Подвиг
"Парторг 3-го стрелкового батальона 81-й Краснознамённой отдельной морской стрелковой бригады (18-я армия, Северо-Кавказский фронт) красноармеец Овчинников Г. С. в бою за высоту с отметкой «352,1», расположенную северо-восточнее города Новороссийска Краснодарского края 25 июля 1943 года заменил погибшего командира взвода и повёл бойцов в атаку на вражеские укрепления. У самой вершины высоты путь наступавшему подразделению преградил огонь гитлеровского дзота.
Г. С. Овчинников организовал блокирующую группу, которая закидала огневую точку гранатами. Но огонь не прекращался. В критический момент боя Г. С. Овчинников своим телом закрыл амбразуру дзота. Ценою жизни он способствовал выполнению боевой задачи взводом.
Указом Президиума Верховного Совета СССР от 16 мая 1944 года за образцовое выполнение боевых заданий командования и проявленные при этом геройство и мужество красноармейцу Овчинникову Григорию Семёновичу посмертно присвоено звание Героя Советского Союза.

## Память
- Именем Г. С. Овчинникова названа улица в станице Неберджаевской Крымского района Краснодарского края.
- Именем Г. С. Овчинникова названа улица в Бирске. В с. Осиновка Бирского района 25 июля 1986 года открыт памятник Г. С. Овчинникову[5].
- Именем Героя Советского Союза Овчинникова Г. С. назван пассажирский теплоход типа «Звездный», курсирующий через Севастопольскую бухту по маршруту «Набережная Корнилова — Радиогорка»[6].
- Улица в городе Бирске (Башкирия) носит имя Григория Семёновича.
- В селе Овчинниково Хасанского района Приморского края в 1957 год именем героя был назван колхоз.
- Мемориальная доска герою установлена на мемориальном комплексе славы в городе Златоуст Челябинской области.

Мемориальная доска в городе Златоуст Челябинской области

## Награды
- Медаль «Золотая Звезда» Героя Советского Союза (16.05.1944)[1];
- орден Ленина (16.05.1944).